# ФЕД-3
ФЕД-3  — радянський далекомірний фотоапарат. 
Вироблявся Харківським виробничим машинобудівним об'єднанням «ФЕД» з 1961 по 1979 рік. 
У порівнянні з попередньою моделлю («ФЕД-2») було розширено діапазон витримок, додані 1/15, 1/8, 1/4, 1/2 і 1 секунда, у зв'язку з чим вертикальний розмір камери збільшився. 
Мався механічний автоспуск. 
Фотоапарат мав литий алюмінієвий корпус зі знімною задньою стінкою, застосовувалися як стандартні касети, так і двоциліндрові з широкою щилиною, яка розкривалась. 

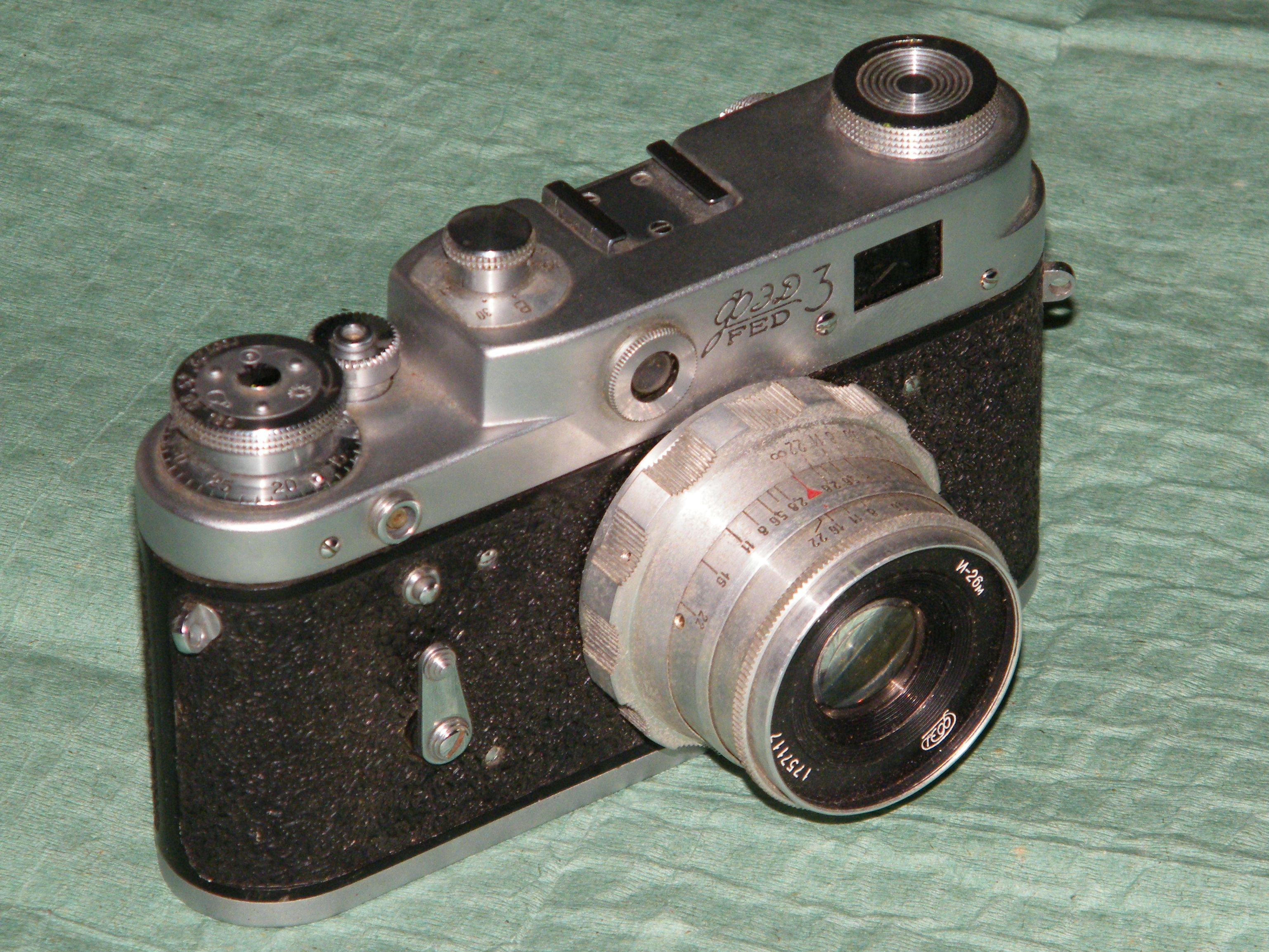
«ФЕД-3» з безкурковим взводом затвора

Випускався в двох основних модифікаціях: 
- 1961 — 1965 роки  — з безкурковим (барабанним) взводом затвора та перемотуванням плівки.
- З 1966 року  — з курковим взводом затвора та перемотуванням плівки. З 1970 року запроваджено механізм блокування неповного взводу затвора.

Зустрічалося кілька варіантів зовнішнього оформлення. 
Видошукач з діоптрійною поправкою +/-2 діоптрії. База далекоміра зменшена до 41 мм (у порівнянні з «ФЕД-2»). 
Штатний об'єктив  — «Індустар-26М» 2,8/50  або «Індустар-61» 2,8/53 або «Індустар-61Л/Д» 2,8/53 (в залежності від року випуску та виробництва об'єктивів). 
З 1964 по 1980 рік паралельно з фотоапаратом «ФЕД-3» випускався фотоапарат «ФЕД-4» у безкурковому та курковому варіантах. Основна відмінність  — наявність непарного селенового експонометра та змінена рукоятка зворотного перемотування плівки. 
Фотоапарат «ФЕД-3» послужив основою для сімейства камер «ФЕД-5», випуск яких продовжувався до середини 1990-х років. 
Всього випущено 2086825 шт. У поставках за кордон камера носила назву «Revue-3» (спеціально для Foto-Quelle). 

## Основні відмінності

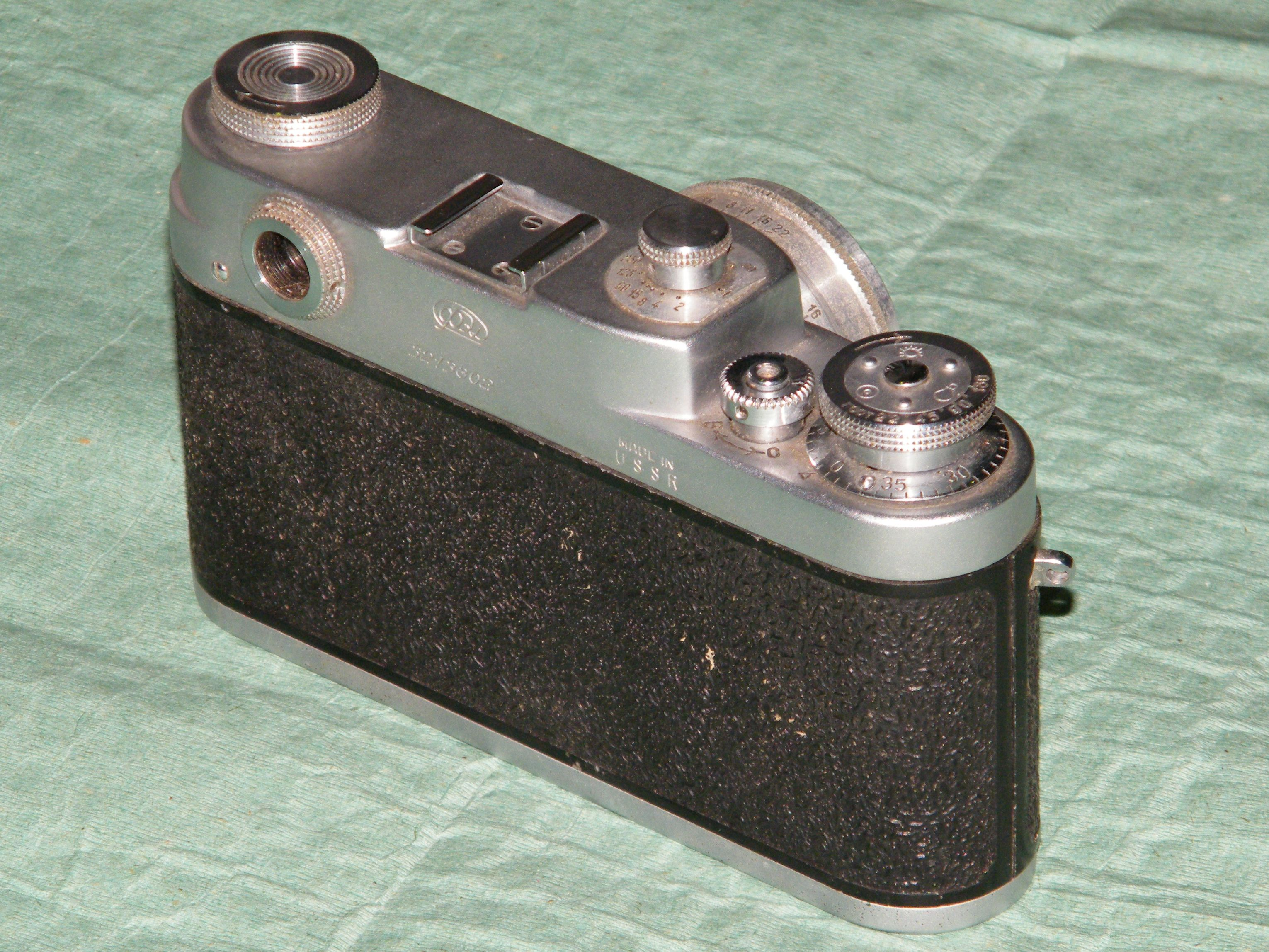
«ФЕД-3» з безкурковим взводом затвора.
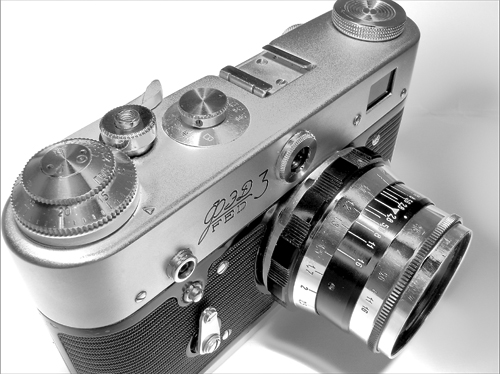
«ФЕД-3» з курковим взводом затвора.
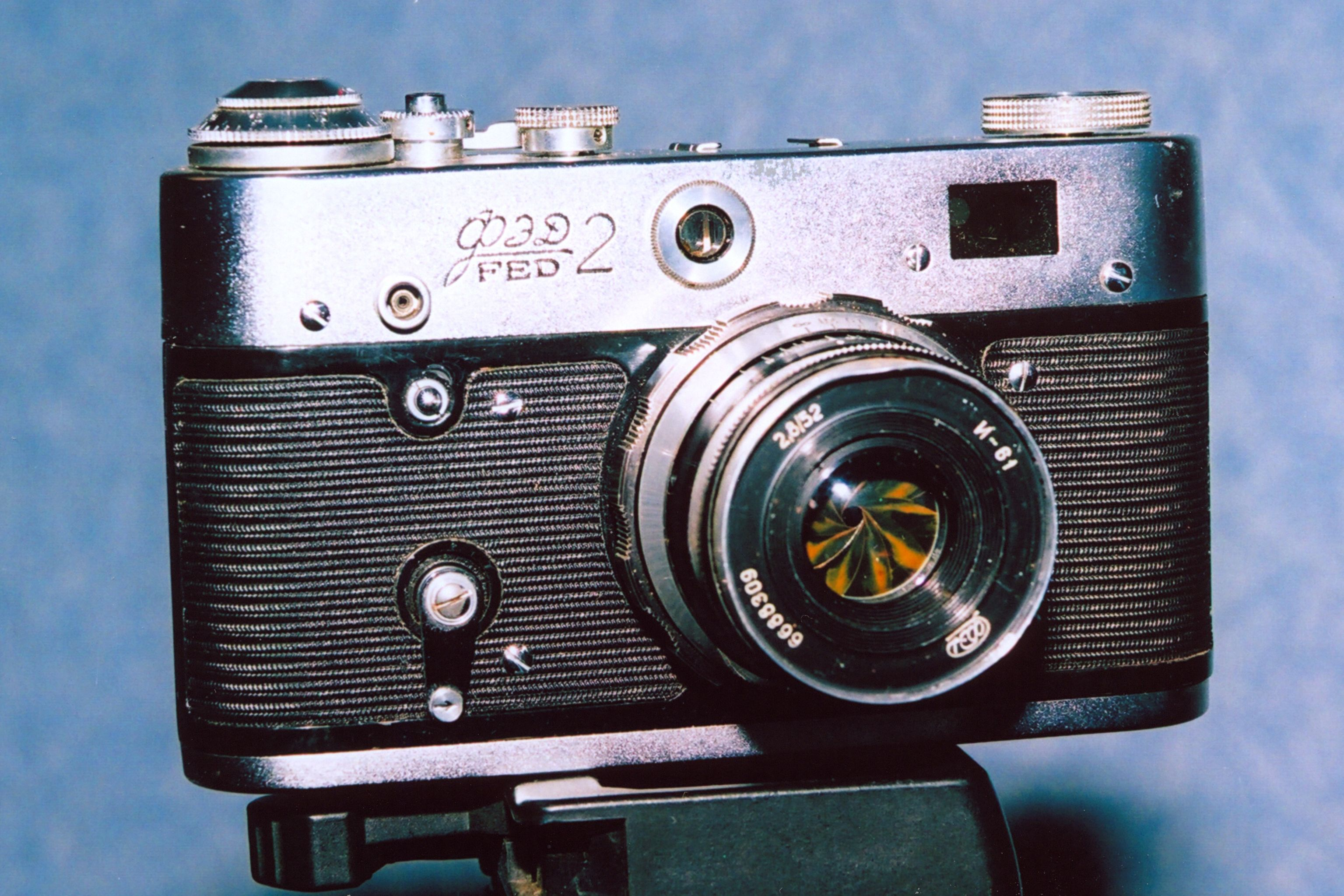
«ФЕД-2» четвертого випуску (1969-1970)